# Белогуров, Николай Александрович
Никола́й Алекса́ндрович Белогу́ров (1868 — после 1917) — член Государственной думы 3-го и 4-го созывов от Курской губернии, крестьянин.

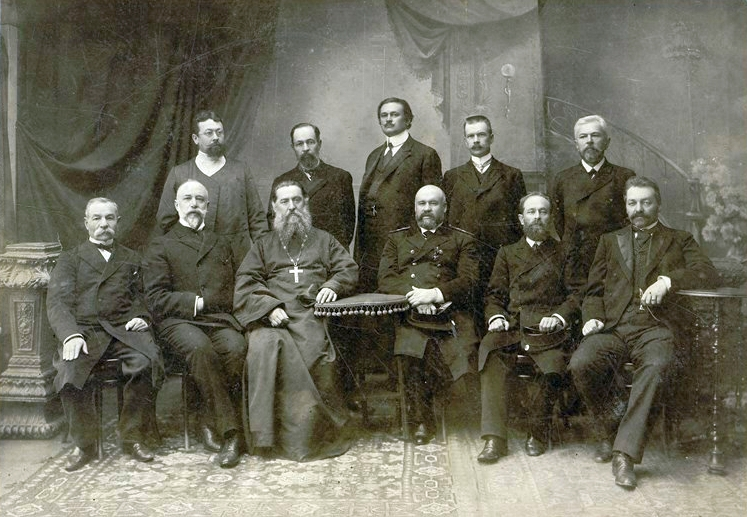
Депутаты Государственной думы Российской империи III созыва от Курской губернии. Стоят: Белогуров Н.А., Кривцов Я.В., Марков Н.Е., Шетохин Н.И., Ступин С.Н.; сидят: Сушков М.А., Барятинский И.В., Рождественский В.Ф., Доррер В.Ф., Шечков Г.А., Лукин В.В.

Православный, крестьянин села Коронино Горяиновской волости Фатежского уезда.
Образование получил в Курском реальном училище, где окончил 5 классов. Затем прослужил полтора года в акцизном управлении в Курске. В 1888 году ввиду болезни оставил службу и выехал в родную деревню, где занимал должности волостного писаря, заведывающего делопроизводством суда, кандидата в волостные старшины и, наконец, волостного старшины. В последней должности пробыл вплоть до избрания в Государственную думу. За службу в крестьянских учреждениях получил от Министерства внутренних дел похвальный лист и медаль на Станиславской ленте. Много времени уделял занятию сельским хозяйством, имел питомник и фруктовый сад (3½ десятины надельной и 52 десятины собственной земли).
Кроме того, состоял гласным Фатежского уездного земского собрания, почетным мировым судьей по Фатежскому уезду (с 1906 года), председателем совета кредитного товарищества, членом общества народной трезвости и попечителем двух училищ. Был членом Союза русского народа. Состоял выборщиком в Государственную думу 1-го и 2-го созывов.
В 1907 году был избран в члены III Государственной думы от Курской губернии съездом уполномоченных от волостей. В 1-ю сессию входил в национальную группу, со 2-й сессии — во фракцию правых. Был членом Совета фракции, с ноября 1907 года — секретарем, с 1908 года — товарищем секретаря фракции. Состоял членом комиссий: продовольственной, по переселенческому делу и сельскохозяйственной. Выступал в поддержку Столыпинской аграрной реформы.
В 1909 году был вновь избран волостным старшиной, однако не утвержден в этой должности земским начальником из-за «неудобства совмещения должности» с парламентской деятельностью. В 1910 году был избран почетным членом Союза русского народа с правами члена-учредителя, с 1911 года состоял кандидатом в члены Главного совета СРН. Также был членом Русского собрания.
В 1912 году был переизбран в Государственную думу. Входил во фракцию правых, после её раскола в ноябре 1916 года — в группу Н. Е. Маркова. Состоял членом комиссий: земельной, продовольственной, бюджетной, сельскохозяйственной и по переселенческому делу. В годы Первой мировой войны заведовал хозяйством госпиталя Курского губернского земства, прикомандированного к 4-й армии, выезжал на фронт.
Судьба после 1917 года неизвестна. Был женат, имел девять детей.